# Palpimanus
Genre
Synonymes
- Platyscelum Savigny, 1826
- Chersis Savigny, 1831
- Eumechanus Gistel, 1848

Palpimanus est un genre d'araignées aranéomorphes de la famille des Palpimanidae.

## Distribution
Les espèces de ce genre se rencontrent en Afrique, en Europe du Sud, au Moyen-Orient, en Asie centrale, en Asie du Sud et en Amérique du Sud.

## Liste des espèces
Selon World Spider Catalog (version 25.5, 12/08/2024) :
- Palpimanus aegyptiacus Kulczyński, 1909
- Palpimanus argentinus Mello-Leitão, 1927
- Palpimanus armatus Pocock, 1898
- Palpimanus aureus Lawrence, 1927
- Palpimanus canariensis Kulczyński, 1909
- Palpimanus capensis Simon, 1893
- Palpimanus carmania Zamani & Marusik, 2021
- Palpimanus crudeni Lessert, 1936
- Palpimanus cyprius Kulczyński, 1909
- Palpimanus denticulatus Hernández-Corral & Ferrández, 2017
- Palpimanus garmiyanus Zamani & Marusik, 2024
- Palpimanus gibbulus Dufour, 1820
- Palpimanus giltayi Lessert, 1936
- Palpimanus globulifer Simon, 1893
- Palpimanus godawan Tripathi & Sankaran, 2023
- Palpimanus hesperius Simon, 1907
- Palpimanus leppanae Pocock, 1902
- Palpimanus logunovi Fomichev, Marusik & Zonstein, 2023
- Palpimanus lualabanus Benoit, 1974
- Palpimanus maldhok Kuni, Tripathi & Sankaran, 2023
- Palpimanus maroccanus Kulczyński, 1909
- Palpimanus meruensis Tullgren, 1910
- Palpimanus namaquensis Simon, 1910
- Palpimanus narsinhmehtai Prajapati, Hun & Raval, 2021
- Palpimanus nubilus Simon, 1910
- Palpimanus orientalis Kulczyński, 1909
- Palpimanus paroculus Simon, 1910
- Palpimanus persicus Zamani & Marusik, 2021
- Palpimanus potteri Lawrence, 1937
- Palpimanus processiger Strand, 1913
- Palpimanus pseudarmatus Lawrence, 1952
- Palpimanus punctatus Kritscher, 1996
- Palpimanus rakhimovi Fomichev, Marusik & Zonstein, 2023
- Palpimanus schmitzi Kulczyński, 1909
- Palpimanus simoni Kulczyński, 1909
- Palpimanus sogdianus Charitonov, 1946
- Palpimanus stridulator Lawrence, 1962
- Palpimanus subarmatus Lawrence, 1947
- Palpimanus transvaalicus Simon, 1893
- Palpimanus tuberculatus Lawrence, 1952
- Palpimanus uncatus Kulczyński, 1909
- Palpimanus vultuosus Simon, 1897
- Palpimanus wagneri Charitonov, 1946

## Systématique et taxinomie
Ce genre a été décrit par Dufour en 1820.
Platyscelum et ces noms de remplacement superflu Chersis et Eumechanus ont été placé, en synonymie par Lucas en 1846.

## Publication originale
- Dufour, 1820 : « Description de six arachnides nouvelles. » Annales générales des sciences physiques, vol. 4, p. 355-366.